# Albert Batteux
Albert Batteux (2. července 1919 Remeš – 28. února 2003 Meylan) byl francouzský fotbalista a fotbalový trenér.
Hrál na postu záložníka za Stade Remeš, se kterým vyhrál 1× ligu.
Jako trenér získal s Francií bronz na MS 1958 a s Stade Remeš a Saint-Étienne vyhrál celkem 8× francouzskou ligu.

## Hráčská kariéra
Batteux hrál na postu záložníka za Stade Remeš, se kterým vyhrál 1× ligu.
Za francouzskou reprezentaci odehrál 8 zápasů a dal 1 gól.

## Trenérská kariéra
Batteux trénoval Stade Remeš, Grenoble, AS Saint-Étienne, Avignon, OGC Nice a Olympique Marseille.
S Remeší vyhrál 5× francouzskou ligu a 1× Latinský pohár. 2× prohráli finále PMEZ s Realem Madrid (v roce 1956 v Paříži 3:4 a v roce 1959 ve Stuttgartu 0:2).
Se Saint-Étienne vyhrál 3× francouzskou ligu.
V letech 1955–1962, během trénování Remeše, byl Batteux zároveň trenérem francouzské reprezentace. S ní skončil na 3. místě na MS 1958 a na 4. místě na domácím ME 1960.

## Úspěchy

### Hráč
Remeš
- Ligue 1: 1948/49
- Coupe de France: 1950

### Trenér
Francie
- MS 1958: 3. místo
- ME 1960: 4. místo

Remeš
- Ligue 1: 1952/53, 1954/55, 1957/58, 1959/60, 1961/62
- Coupe de France: 1958
- Latinský pohár: 1953
- Finalista PMEZ: 1955/56, 1958/59

Saint-Étienne
- Ligue 1: 1967/68, 1968/69, 1969/70
- Coupe de France: 1968, 1970

Individuální
- France Football – 28. nejlepší klubový fotbalový trenér všech dob: 2019[1]